# Pajuela
Se llama pajuela al pedazo de centeno, algodón u otro material cubierto de azufre que se utilizan para encender y producir llama. En ocasiones, también se usan pequeñas astillas de madera o trozos de cartulina azufrados por las puntas. 
El empleo de las pajuelas presenta dos inconvenientes, a saber, su mal olor cuando arden y la necesidad de hacerse previamente con lumbre pues el azufre solo sirve para producir llama. Por ello, han sido sutituidas paulatinamente por fósforos. 